# ۲۴ آوریل
۲۴ آوریل در تقویم گرگوری، صد و چهاردهمین (در سال‌های کبیسه صد و پانزدهمین) روز سال است. ۲۵۱ روز تا پایان سال باقی است.

## رویدادها
- ۱۱۸۴ پیش از میلاد - واژگونی تروا به دست همپیمانان یونانی (بر پایه اسطوره)
- ۱۹۱۵ - نسل‌کشی ارمنی‌ها توسط دولت عثمانی.
- ۱۹۲۷ - واکسن ب.ث. ژ با هدف جلوگیری از بیماری سل کشف شد.
- ۱۹۶۰ - ایران - لار به سبب زلزله شدید ویران شد.
- ۱۹۶۸ - کشور موریس به عضویت سازمان ملل متحد درآمد.
- ۱۹۷۰ - نظام کشور گامبیا به جمهوری بدل گردید.
- ۱۹۷۰ - سنگال صاحب قانون اساسی شد.
- ۱۹۸۰ - شکست عملیات پنجه عقاب نیروی دلتای آمریکا در طبس برای آزادسازی آمریکایی‌های گروگان‌گرفته‌شده در سفارت آمریکا در تهران (عملیات طبس)
- ۲۰۰۴ - پس از امحای فعالیت‌های هسته‌ای لیبی تحریم‌های اقتصادی آمریکا علیه این کشور لغو شد.
- ۲۰۰۵ - کاردینال یوزف راتسینگر با نام پاپ بندیکت شانزدهم به عنوان دویست و شصت و پنجمین پاپ برگزیده شد.
- ۲۰۱۳ - در اثر ریزش ساختمانی در بنگلادش ۱۱۲۹ کشته و دست کم ۲۵۰۰ نفر زخمی شدند.

## زادروزها
- ۱۹۰۵ - رابرت پن وارن نخستین ملک الشعرای آمریکا.
- ۱۹۴۲ - باربارا استرایسند خواننده، بازیگر، کارگردان و فعال سیاسی آمریکایی.
- ۱۹۵۱ - کریستین بوبن نویسنده فرانسوی.
- ۱۹۷۱ - آلخاندرو فرناندس، خواننده مکزیکی.
- ۱۹۳۴ - شرلی مک‌لین، بازیگر مطرح آمریکایی

## مرگ‌ها
- ۱۷۳۱ - دانیل دفو نویسنده انگلیسی رمان رابینسون کروزوئه.